# Stellenbewertung
Der Begriff Stellenbewertung beschreibt ein standardisiertes Verfahren, das auf der Basis von Rollen- und Kompetenzanforderungen Positionen innerhalb eines Unternehmens / einer Organisation bewertet. Dabei werden nicht die Positionsinhaber, Titel oder Berichtswege bewertet, sondern nur die Stelle als Struktureinheit der Organisation bei 100 % Normleistung betrachtet. Die Begriffe Funktionsbewertung sowie Positionsbewertung sind dem Englischen entlehnt, Job Evaluation oder Job Grading werden in der Regel synonym verwendet. Die für die Bewertung der Stellen relevanten Informationen werden zumeist aus Positionsbeschreibungen, Organigrammen und Stellenplänen oder in Interviews mit den zuständigen Führungskräften erhoben.

## Abgrenzung zur Arbeitswerterfassung
Während bei der Arbeitswerterfassung oder Arbeitsbewertung im engeren Sinne eher einzelne Tätigkeiten und Abläufe mittels Tätigkeitsbeschreibungen erfasst und ggfs. ad personam für betroffene Arbeitspersonen untersucht werden (Methods-Time Measurement) bzw. das Grundentgelt über Schlüsselzahlen direkt mit dem erzielten Punktwert in der Bewertung verbunden ist, wird bei einer Stellenbewertung die Stelle mit ihrem Anforderungsprofil als strukturelles Element der Organisationseinheit bei 100 % Leistungserfüllung betrachtet.

## Methoden der Stellenbewertung
Die Methoden der Stellenbewertung lassen sich zunächst in zwei Arten aufteilen:
Analytische und nicht-analytische (summarische) Stellenbewertung.
Bei der „summarischen Stellenbewertung“ werden die Anforderungen der Stellen in ihrer Gesamtheit bewertet und im Vergleich zu anderen Tätigkeiten einem Rang oder einer Gruppe zugeordnet. Die Bewertung basiert meist auf standardisierten Arbeitsbeschreibungen und erfolgt als begründete Entscheidung.
Zwei verbreitete Vertreter der summarischen Stellenbewertung sind das „Rangfolge“ und das „Lohngruppenverfahren“.
- Im „Rangfolgeverfahren“ werden die Anforderungen an Stellen als Ganzes miteinander verglichen und die Stellen dann zum Beispiel mittels einzelner Paarvergleiche in eine Rangfolge gebracht. Hierbei wird also eine Rangfolge der Wertigkeiten der Positionen im direkten Vergleich mit benachbarten Stellen generiert.
- Beim „Lohngruppenverfahren“ wird zunächst eine Bezugsgruppe definiert (In Tarifverträgen in der Regel als Eckgruppe bezeichnet. „Tätigkeiten, die eine abgeschlossene 3-jährige Ausbildung erfordern“). Anschließend wird die Gesamtheit der Anforderungen einer Stelle mit Richtbeispielen verglichen und die Stelle danach einer Gruppe zugeordnet.

In der „analytischen Stellenbewertung“ werden die Anforderungen an eine Position mittels einer Reihe von einzelnen Bewertungsfaktoren evaluiert. Die einzelnen Faktoren können in ihren Ausprägungen abgestuft sein und unterschiedlich gewichtet werden. Der Wert der Position resultiert aus der Summe der einzelnen Faktorergebnisse.
Auch hier lassen sich zwei hauptsächlich genutzte Verfahren nennen: „Rangreihenverfahren“ (Job Ranking) und „Stufenwertzahlverfahren“ (Job Grading)
- Im „Rangreihenverfahren“ werden einzelne Arbeitsanforderungen gewichtet, bewertet und in eine Rangfolge gebracht. Die Summe der einzelnen Werte ergibt die Gesamtanforderung, die für die Eingruppierung verwendet wird. Ggf. wird die Bewertungsmatrix durch klar definierte Ankerpositionen ergänzt.
- Beim „Stufenwertzahlverfahren“ oder „Grading“ werden die Bewertungskriterien auf abstrakterem Niveau als gewichtete und abgestufte Faktoren dargestellt. Für jeden Faktor werden Punkte vergeben und die Gesamtpunktzahl ergibt das Grade / die Wertigkeitsstufe.

## Historische Entwicklung
Im Rahmen der Rationalisierung und der damit einhergehenden Veränderungen in der Unternehmensführung (scientific management) nach dem Zweiten Weltkrieg erfuhr auch die Bewertung von Arbeit und Positionen eine stärkere wissenschaftliche Systematisierung. Hier ist vor allem die Arbeitswerterfassung nach REFA zu nennen, die in den 1920er Jahren entstanden ist und zunächst primär in der Produktion Anwendung fand, später auch auf kaufmännische Tätigkeiten erweitert wurde. Ein weiterer Meilenstein ist das Genfer Schema. Dieses Schema wurde 1950 in Europa entwickelt und wirkt bis heute fort.
In den USA entwickelte Dale Purve im gleichen Zeitraum die Hay Guide Charts als Stellenbewertungssystem, das den Prinzipien des scientific management folgte.
In der Regel findet man nach dem Genfer Schema in den Bewertungssystemen folgende Hauptkategorien:
- Geistige Anforderungen
- Körperliche Anforderungen
- Äußere Arbeitsbedingungen
- Verantwortung

Die Veränderungen in der Arbeitswelt durch Technisierung und Digitalisierung und in der Gesellschaft (Stichwort: Gleichberechtigung) sorgten und sorgen für eine ständige Anpassung der Bewertungsmodelle an die Realität. Der Trend geht von der Messung einzelner Tätigkeiten hin zu einer ganzheitlichen Bewertung der Anforderungen an Fachkompetenzen, Verantwortung und Sozialkompetenzen.

## Methoden im Vergleich
| Summarische Stellenbewertung | Analytische Stellenbewertung |
| --- | --- |
| - Einfach in der Anwendung - Relativ geringer Aufwand - (vermeintlich) ohne Vorkenntnisse zu verstehen - Risiko der starken Subjektivität bei der Bewertung - Intransparenter Prozess - Eingeschränkte Vergleichbarkeit der Ergebnisse - Diskriminierungspotentiale - Aufwändige Qualitätssicherung | - Gleichbleibende Anforderungskategorien über alle Stellen - Transparenter Prozess mit nachprüfbaren Ergebnissen - Geringerer Einfluss von Subjektivität - Hohe Akzeptanz bei den Beteiligten - Vergleichbarkeit der Resultate - Weniger Diskriminierungspotentiale - Komplexität der Systeme erfordert hohes Abstraktionsvermögen der Stellenbewerter - Hoher Aufwand für Systeme und Schulungen (je nach Anbieter / Eigenentwicklung) |

## Anwendungsgebiete

### Vergütungsstruktur
In Bezug auf Mitarbeiterführung und -vergütung ist eine systematische Vergütungsstruktur ein entscheidender Faktor für Unternehmen. Ein ideales Vergütungssystem ist leistungs- und marktorientiert, wird von den Mitarbeitern als gerecht empfunden und kann flexibel an eine sich ändernde Unternehmensumwelt angepasst werden. Die Einführung einer systematischen Stellenbewertung stellt die Basis eines solchen idealtypischen Vergütungssystems dar. Die Datengrundlage, die zur Stellenbewertung verwendet wird, darf einerseits nicht zu umfangreich sein, da Bewertungsvorgänge vor allem in großen Unternehmen dadurch langwierig und kaum praktikabel wären, und andererseits nicht zu allgemein gehalten sein, damit der Arbeitsinhalt klar erfasst werden kann und sich die einzelnen Positionen deutlich voneinander abgrenzen lassen.
Ferner wird die Stellenbewertung zur Erfüllung der Maxime „Gleiches Geld für gleichwertige Arbeit“ an Bedeutung gewinnen, da sich vor allem analytische Stellenbewertungssysteme gut eignen, die Gleichwertigkeit von Positionen auch über verschiedene Funktionsfamilien hinaus zu ermitteln. Gesetzliche Grundlage ist in der Europäischen Union die Richtlinie 2006/54/EG: „Der Grundsatz des gleichen Entgelts bedeutet bei gleicher Arbeit oder bei einer Arbeit, die als gleichwertig anerkannt wird, die Beseitigung jeder Diskriminierung auf Grund des Geschlechts in Bezug auf sämtliche Entgeltsbestandteile und -bedingungen. Wenn zur Festlegung des Entgelts ein System beruflicher Einstufung verwendet wird, muss dieses System auf für männliche und weibliche Arbeitnehmer gemeinsamen Kriterien beruhen.“ Beispielsweise wirken sich im fallrechtlich geprägten britischen Rechtssystem die „Equal Pay Claims“ vor Gericht auf das Design von Vergütungs- und Stellenbewertungssystemen aus: Vor Gericht werden praktisch nur noch analytische Stellenbewertungssysteme für die Begründung von Gehaltsunterschieden anerkannt. Die Faktoren nach denen diese Systeme eine Stelle bewerten müssen diskriminierungsfrei sein und für die gesamte Belegschaft Anwendung finden. Unterschiede in der Vergütung gleichwertiger Positionen müssen also durch nicht geschlechtsspezifische Faktoren begründet werden können.

### Stellenarchitektur
Die Ergebnisse der strukturierten Anforderungsermittlung aller in einer Organisation vorhandenen Stellen bilden die Basis für ein unternehmensspezifisches Levelsystem in der Nomenklatur des Unternehmens. Die allgemeinen Levelanforderungen werden um familien- und positionsspezifische Informationen ergänzt. Diese Daten werden um Laufbahnmodelle und ggf. passend abgestufte Kompetenzkataloge ergänzt.

### Personal- und Organisationsentwicklung
Kernprozesse der Personalarbeit erhalten durch die Definition der Anforderungen eine klare inhaltliche Struktur oder können verbessert werden, zum Beispiel können so relevante Kompetenzen, Kriterien für die Personalauswahl oder erfolgskritische Stationen eines Einarbeitungsplans konzipiert werden.

### Leistungsmanagement
Eine einheitliche Stellenbewertung liefert die Grundlagen für die Vorstrukturierung von Zielvereinbarungen je (Management-)Ebene mit typischen Zielarten und definierten, ggfs. bereichs-übergreifenden Kennzahlen, passend zum Anforderungsprofil der Stelle.

## Anbieter analytischer Stellenbewertungssysteme
| Anbieter                                                  | Bewertungskriterien | Laufbahnen |
| --------------------------------------------------------- | --- | --- |
| BWI – Funktionale Stellenbewertung                        | Stellenanforderung: Fachtätigkeit - Wirkungsbereich - Entscheidungskompetenz - Fachkompetenz - Kommunikation / Kundenorientierung Stellenanforderung: Führungsaufgaben - Führungskompetenz: Linie - Führungskompetenz: Projekt/Fach Stellenanforderung: Belastungsfaktoren - Umwelteinflüsse - Körperliche Belastung - Passive psychische Belastung Quelle | Je nach Anforderung der Organisation möglich („Modellkarriere“) |
| Compensation Partner                                      | Das Arbeitsbewertungsverfahren von Compensation Partner beurteilt eine Stelle nach vier Hauptgruppen - Gruppe Wissen und Denkpotenzial Kriterien AED (Ausbildung, Erfahrung, Denkpotenzial) und KS (Komplexität, Strategie) - Gruppe Sozialkompetenz Kriterien FK (Führung, Koordination) und KI (Kommunikation, Interaktion) - Gruppe Verantwortung Kriterien B (Budgetverantwortung), U (Umsatzverantwortung) und E (Entscheidungsrahmen) - Gruppe physische/psychische Belastung Kriterien P (Physis und psychische Belastungen) - Aufbereitung für folgende Vergütungsparameter - Unternehmensgrößenklassen - Positionsebenen - Ausbildungsstufen - Durchschnittsgehälter - Arbeitnehmeranteil mit Zusatzleistungen und deren Gehaltsanteil (Firmenwagen, betrieblicher Altersvorsorge, Prämien, bezahlter Überstunden) Quelle | |
| gradar the job evaluation engine                          | alle Laufbahnen - Fachwissen - Erfahrung - Denkleistung / Problemlösung - Organisationskenntnisse - Kommunikation gemein der Fach- und Führungslaufbahn - Prozessverantwortung - Tragweite der Entscheidungen spezifisch für die Fachlaufbahn - Verantwortung für Mitarbeiter - Funktionale Verantwortung spezifisch für die Führungslaufbahn - Führungsspanne & geführte Beschäftigtengruppe - Organisatorische Verantwortung spezifisch für das Projektmanagement - Projektverantwortung & Führungsspanne - Projektgröße Quelle | - Fachlaufbahn - Führungslaufbahn - Projektmanagementlaufbahn |
| Hay Group – Guide Charts Profile Method of Job Evaluation | Wissen - Fach-/Sachwissen - Managementqualitäten - Soziale Kompetenz Denkleistung - Denkrahmen - Denkanforderungen Verantwortung - Handlungsspielraum - Art der Einflussnahme - Einflussgröße (Geldgrößenordnung) Quelle | keine Laufbahndifferenzierung |
| Kienbaum – Kienbaum Grading                               | Bedeutung der Aufgaben - Beiträge zur Unternehmensstrategie - Bedeutung der Geschäftsprozesse - Rolle in den Geschäftsprozessen Wirtschaftliche Verantwortung - Budgetverantwortung - Steuerung von Werttreibern - Einfluss auf Key Performance Indicators Führung - Disziplinarische Führung - Fachliche Führung - Projektbezogene Führung Kommunikation - Reichweite und Ebene - Externe und interne Wirkung | Führungslaufbahn - L 1: Vorstand / Geschäftsführung - L 2 – L 3: Obere Führungsebene - L 3 – L 4: Mittlere Führungsebene - L 5 – L 6: Operative Führungsebene Fachlaufbahn - L 4: Spezialist/Referent (Senior) - L 5 – L 6: Spezialist/Referent - L 7: Spezialist/Referent (Junior) / Sachbearbeiter (hohe Komplexität) - L 8: Sachbearbeiter (mittlere Komplexität) - L 9b: Sachbearbeiter (geringe Komplexität) / Facharbeiter - L 9a: Facharbeiter - 10b: gelernte Kraft - 10a: ungelernte Kraft |
| Mercer – International Position Evaluation                | Einfluss - Organisationsgröße - Einflussart - Einflussstärke Kommunikation - Art - Rahmen (Partner etc.) Innovation - Innovationsgrad - Komplexität Wissen - Fachwissen - Führungsverantwortung - Tragweite Arbeitsbedingungen (nur bei Bedarf anwendbar) - Art des Risikos - Umweltbedingungen Quelle | keine Laufbahndifferenzierung |
| pwc – Strata                                              | Wissen und Können - Fachwissen - Unternehmenskenntnis - Soziale Kompetenz Probleme lösen - Denkrahmen - Schwierigkeitsgrad Beeinflussen und Verantworten - Entscheidungsfreiraum - Einflussgröße (Budget-Verantwortung) - Einfluss auf Zielerreichung Quelle | keine Laufbahndifferenzierung |
| Towers Watson – Global Grading System                     | - Fachkenntnisse - Geschäftskenntnisse - Problemlösung - Führung - Einflussbereich - Einflussart - Kommunikation / interpersonelle Fähigkeiten | Fachlaufbahn - Band 1: Ungelernte - Band 2: Gelernte - Band 3IC: Stud. Fachkräfte - Band 4IC: Experten Führungslaufbahn - Band 3M: Teamleiter - Band 4M: Mittleres Management - Band 5FS: Funktionalstrategisches Management - Band 5BS: Geschäftsstrategisches Management |

## Stellenbewertung in der Öffentlichen Verwaltung
Grundlage für die Stellenbewertung und die Eingruppierung in der Öffentlichen Verwaltung ist die Beschreibung des Aufgabenkreises (BAK), in welcher die Arbeitsvorgänge des Arbeitsplatzes erfasst werden. Die Arbeitsvorgänge werden den Merkmalen der Rechtsgrundlage zugeordnet. Daraus ergibt sich das Entgelt für eine Stelle.

### Rechtsgrundlage für Arbeitnehmer im öffentlichen Dienst
Maßgeblich für die Stellenbewertung von Arbeitnehmern im öffentlichen Dienst ist Art. 9 Abs. 3 des Grundgesetzes und § 4 des Tarifvertragsgesetzes. Die Prüfung erfolgt bei Beschäftigten der Bundesländer nach § 12, § 13 und § 14 des Tarifvertrags (TV-L).

### Rechtsgrundlage für Beamte
Für Beamte ist Art. 33 Abs. 2 und 5 des Grundgesetzes einschlägig. Die Prüfung erfolgt nach dem Bundesbesoldungsgesetz (BBG).